# Гадалка (Аватар: Легенда об Аанге)
«Гадалка» (англ. The Fortuneteller) — четырнадцатый эпизод первого сезона американского мультсериала «Аватар: Легенда об Аанге».

## Сюжет
Сокка хочет поймать рыбу, но не обнаруживает на удочке леску. Аанг сделал из неё ожерелье для Катары вместо потерянного. Когда Катара надевает его, Аанг обращает внимание на то, какая она красивая, и понимает, что влюбился. Сокка дразнит его, но Катара говорит, что Аанг для неё просто друг. Затем команда видит, как на путника нападает медведь-утконос. Однако потерпевший ведёт себя спокойно и уверенно. Аватар с Аппой прогоняют зверя, и незнакомец говорит, что гадалка из его деревни, тётя Ву, предсказала ему успешное странствие. Он уходит, и Катара заряжается идеей посетить гадалку. Сокка отказывается верить в её предсказания.
Когда они добираются до дома тёти Ву, их встречает её помощница Мэнг. Аанг ей сразу нравится, и она ухаживает за ним. Катара идёт к гадалке первой. Аватар решает подслушать, о чём они говорят. Его особо интересует будущее Катары в плане любви. Он слышит, что гадалка предсказывает замужество Катары за могущественным магом и радуется. Затем к провидице собирается идти Сокка, но она сразу говорит, что на его лице итак всё написано: его будущее полно борьбы и страданий, которые он причинит себе сам. После к тёте Ву идёт Аанг. Он берёт кость и бросает её в огонь. В костре она трескает, и гадалка предсказывает, что Аанг будет участвовать в большой битве, которая решит судьбу мира. Он отвечает, что знает это, и интересуется любовным будущем. Тётя Ву ничего не видит, но заметив, что Аанг грустит из-за этого, говорит ему верить своему сердцу, и тогда он будет с той, которую любит. Команда уходит, и Сокка продолжает не верить во всё это. От злости он пинает камень, который рикошетом возвращается и попадает в него.
Далее они видят на площади толпу, которая ждёт предсказаний тёти Ву по облакам. Мэнг пытается пообщаться с Аангом, но он её отталкивает. Аватар пытается пообщаться с Катарой, но она в свою очередь не слушает его. Гадалка говорит хорошие предсказания и в конце сообщает, что деревня не будет уничтожена вулканом в этом году. После Катара снова идёт в её дом за видениями о будущем. Сокка злится и ругается с жителями, которые верят гадалке. Катара донимает тётю Ву. Аанг просит у Сокки совета по поводу девочек, и он, замечая Мэнг, думает, что речь о ней. Он предлагает Аангу вести себя безразлично. Мэнг подходит, и Аанг равнодушно уходит искать Катару. Тётя Ву наконец спроваживает Катару, и Аанг пытается с ней пообщаться, ведя себя холодно, однако та сама проявляет безразличие. Аанг понимает, что это не его метод, и видит цветы у влюблённой пары. Аватар замечает их действенность, и идёт на вершину вулкана за лилией. Вместе с Соккой они обнаруживают, что вулкан готовится к извержению. Сообщив Катаре, они пытаются убедить всех жителей об опасности, но те им не верят. Никакие убеждения не действуют, и Аанг придумывает план.
Он проникает в дом гадалки, чтобы украсть книгу облачных предсказаний. Там он натыкается на Мэнг и выясняет с ней отношения. Та замечает, что ему нравится Катара, и Аватар подбадривает девочку, что она ещё встретит парня, который её полюбит. Мэнг даёт ему книгу, и Аанг с Катарой, летя на Аппе, придают облакам форму, символизирующую извержение вулкана. Они вызывают тётю Ву, и та предсказывает опасность. По предложению Сокки жители копают глубокую траншею. Когда лава приближается, команда понимает, что ров не спасёт, и тогда Аватар применяет всю свою силу, чтобы остановить извержение. Сокка подмечает, какой Аанг — могущественный маг, и Катара вспоминает слова гадалки о своей судьбе. На следующий день перед отлётом Аанг интересуется у тёти Ву насчёт её слов о его будущем, которая, как он понял, сказала ему их, чтобы подбодрить. Однако гадалка действительно говорит, что его судьба в его руках, как он менял форму облакам. Жители деревни все равно считают, что сбылось первоначальное предсказание тёти Ву о сохранении деревни, и Сокка говорит, что ненавидит этих людей. Команда улетает.

## Отзывы

Динамика оценок IGN к эпизодам 1 сезона мультсериала

Тори Айрленд Мелл из IGN поставил эпизоду оценку 5,4 из 10 и написал: «Я не могу сказать, что это был хороший эпизод, но и не скажу, что его было очень больно смотреть». Критику показалось, что он наблюдает «преподавание в какой-то школе морали, и учеников насильно кормят уроками о жизни и любви». Рецензент посчитал, что «ни один из новых представленных персонажей не был особенно захватывающим», особенно говоря про тётю Ву, «на которую было скучно смотреть». Однако Мелл похвалил, что в этой серии «Сокка вновь является голосом логики и разума, в то время как в бо́льшей части первого сезона его просто изображают неуклюжим идиотом». Он добавил, что «это ещё один пример глубины персонажа в мультсериале, который делает его таким приятным для просмотра, даже если есть такие глупые эпизоды, как этот». В конце критик написал, что серия «действительно изучила влюблённость Аанга в Катару, что отлично подходит для развития, но это можно было бы сделать более захватывающим способом».
Хайден Чайлдс из The A.V. Club написал, что «хотя тётя Ву была права насчёт исхода, многие из её пророчеств носят самореализующийся характер», что «она сама прекрасно осознаёт». Рецензент отметил, что «основной идеей этой истории является то, что Аанг снова сохнет по Катаре, хотя из-за их разницы в возрасте она не питает к нему никакого романтического интереса». Критик пишет, что «безответная влюблённость Аанга отражается на любви, которую к нему испытывает Мэнг, помощница тёти Ву». Он посчитал комедийным, «когда Аанг пытается произвести впечатление на Катару, а Мэнг пытается произвести впечатление на Аанга».
Сценаристы Аарон Эхаз и Джон О’Брайан были номинированы на премию «Энни» в категории «Лучший сценарий в анимационном телепроекте» за этот эпизод.